# Србобран (община)
Общи́на Србобран (серб. Општина Србобран) — община в Сербії, в складі Південно-Бацького округу автономного краю Воєводина. Адміністративний центр общини у Воєводині — містечко Србобран.

## Населення
Згідно з даними перепису 2007 року в общині проживало 17 017 особи, з них:
- серби — 11 963 — 67%;
- мадяри — 3920 — 21,95%;
- югослави — 462 — 2,58%;

Решту жителів  — зо два десятка різних етносів, зокрема: югослави, хорвати, угорці, німці. Загалом, русинів-українців налічується близько півсотні осіб, але чимало з них уже асимілювалося.
| Рік  | Населення, люд. |
| ---- | --------------- |
| 1991 | 19 066          |
| 2001 | 17 885          |
| 2002 | 17 809          |
| 2003 | 17 666          |
| 2004 | 17 508          |
| 2005 | 17 326          |
| 2006 | 17 168          |
| 2007 | 17 017          |

## Населені пункти

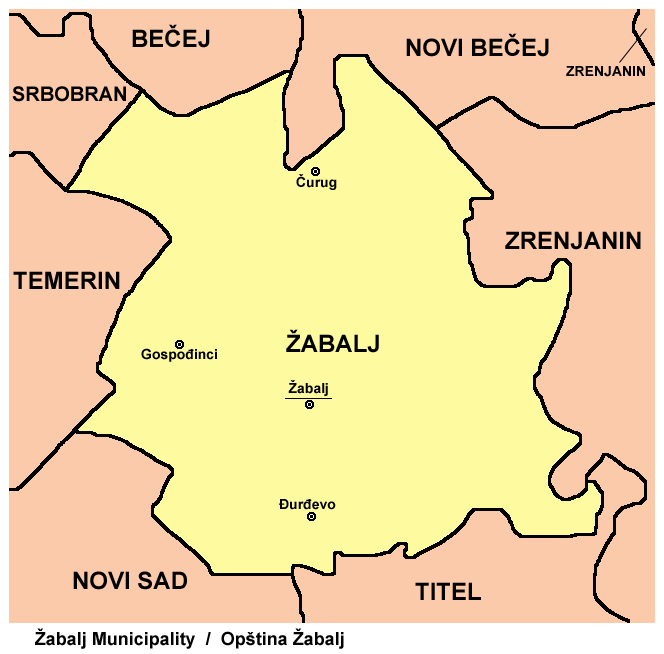

Община утворена з 3 населених пунктів (з них 1 місто — центр общини):
| Населений пункт | Сербська назва (cirill) | Угорська назва (latin) | Населення (2011) |
| --------------- | ----------------------- | ---------------------- | ---------------- |
| Надаль          | Надаљ                   | Nádalja                | 2026             |
| Србобран        | Србобран                | Szenttamás             | 12151            |
| Турія           | Турија                  | Turia                  | 2360             |